# Šimizu S-Pulse
Šimizu S-Pulse (japonsky 清水エスパルス) je japonský fotbalový klub z města Šizuoka hrající v J1 League. Klub byl založen v roce 1991. Svá domácí utkání hráje na IAI Stadium Nihondaira.

## Úspěchy
- J.League Cup: 1996
- Císařský pohár: 2001

## Významní hráči
- Takumi Horiike
- Masaaki Sawanobori
- Terujoši Itó
- Rjúzó Morioka
- Tošihide Saitó
- Kazujuki Toda
- Alessandro Santos
- Daisuke Ičikawa
- Šindži Okazaki
- Džungo Fudžimoto
- Akinori Nišizawa
- Šindži Ono
- Naohiro Takahara
- Ronaldo
- Daniele Massaro
- Milivoje Novakovič
- Fredrik Ljungberg